# جان کوفور
جان کوفور (۸ دسامبر ۱۹۳۸) سیاستمدار بازنشسته غنایی است که از سال ۲۰۰۱ تا ۲۰۰۸ دومین رئیس‌جمهور غنا و از سال ۲۰۰۷ تا ۲۰۰۸ رئیس اتحادیه آفریقا بود. پیروزی او بر جان آتامیلز بعد از پایان دومین دوره جری رولینگز اولین انتقال دموکراتیک و صلح‌آمیز قدرت بعد از استقلال غنا در سال ۱۹۵۷ بود.